# Чёрный остров
«Чёрный остров» (фр. L'Île Noire) — седьмой альбом из серии «Приключения Тинтина» бельгийского карикатуриста Эрже.
Комикс публиковался в бельгийском журнале Le Petit Vingtième с апреля по ноябрь 1938 года, а затем был опубликован в сборнике Casterman в 1938 году. В 1943 году появилась цветная версия альбома, а 23 года спустя Эрже решил пересмотреть его вновь. Таким образом, это единственный альбом о Тинтине, который существует в 3-х авторских редакциях.
История повествует о молодом бельгийском репортёре Тинтине и его собаке Милу, которые отправляются в Англию в погоне за бандой фальшивомонетчиков. Обвиненный в краже и преследуемый детективами Дюпоном и Дюпонном, Тинтин следует за преступниками в Шотландию, обнаружив их логово на Чёрном острове.

## Сюжет
Тинтин и Милу гуляют по лужайке, когда рядом с ними аварийно приземляется аэроплан без регистрационного знака. Как только Тинтин пытается приблизиться к самолёту, пилот в него стреляет. Тинтин приходит в себя на больничной койке, где Дюпон и Дюпонн извещают его о том, что нечто подобное случившемуся с ним, накануне произошло ещё и в Англии.
Тинтин решает выяснить, в чём дело, и отправляется на Альбион. Это не входит в планы банды фальшивомонетчиков. По пути его обвиняют в попытке ограбления одного из членов банды (Дюпон и Дюпонн тут же берут его под стражу), а потом пытаются столкнуть со скалы. На этот раз Тинтина спасает верный Милу (которому в этом альбоме отведена более видная роль, чем в любом другом).
Преступники пытаются скрыться от Тинтина и детективов на самолёте. Всех героев ожидает головокружительное приключение в воздухе. Тинтин приземляется где-то на берегу Шотландии, где его переодевают в национальный костюм с килтом. Местные жители рассказывают ему о жутком чудовище, которое якобы обитает в близлежащем замке на Чёрном острове.
Добравшись на лодке до острова, Тинтин находит в замке логово фальшивомонетчиков. От незваных гостей их оберегает «чудовище» — свирепая горилла по имени Ранко. На счастье Тинтина, лай безобидного Милу повергает обезьяну в совершенный ужас. Репортёру удаётся запереть преступников в одной из комнат замка и передать по радиопередатчику сообщение для полиции.

## Экранизации и адаптации
Альбом был включён в мультсериал «Приключения Тинтина» (1957) и в мультсериал «Приключения Тинтина» (1992). Также комикс транслировался на радио BBC.